# Štefan Biró
Štefan Biró (12 aprile 1913 – 14 marzo 1954) è stato un calciatore ungherese naturalizzato cecoslovacco, di ruolo centrocampista.